# 越嶲郡
越嶲郡（越巂郡、えつすい-ぐん）は、中国の漢代から唐代まで、現在の四川省西南部と雲南省東北部にまたがって置かれた郡である。粤嶲郡（粤巂郡）とも書く。

## 歴史
秦末から漢の初めにかけて、現在の雲南省の一帯には西南夷と総称される諸族が小さな国に分かれて住んでおり、後の越嶲郡の地は邛と呼ばれていた。現在の広東省及び広西チワン族自治区には南越国があり、西南夷諸国は漢と南越の両方に通交していた。元鼎4年（紀元前113年）頃に南越と漢が戦争状態に入ると、漢は西南夷諸国を動員して南越と戦わせようとしたが、諸国は従おうとしなかった。元鼎6年（紀元前111年）に独力で南越を滅ぼした漢軍は、雲南地方に侵入して小国の王を殺し、各地に郡を立てた。その一つが邛都に建てられた越嶲郡である。
邛都・遂久・霊関道・台登・定莋・会無・莋秦・大莋・姑復・三絳・蘇示・闌・卑水・灊街・青蛉の15県を擁した。前漢末に6万1208戸、40万8405人があった。郡は益州に属した。
王莽のとき、集嶲郡（集巂郡、しゅうすいぐん）と改称された。新の皇帝王莽に対する反乱が国内外で広がると、雲南地方も離反した。新が滅亡した更始2年（24年）に、越嶲郡では蛮夷の任貴が太守の枚根を殺し、自ら邛谷王を名乗った。やがて内戦の中国で後漢の光武帝が抜きん出てくると、任貴は建武14年（38年）に使者を遣わし、越嶲太守の印綬を授かった。建武19年（43年）、漢の将軍劉尚が西南平定の軍を進めて来ると、任貴はこれを欺き叛こうとしたが、12月に劉尚に殺された。
後漢のとき、越嶲郡は邛都・遂久・霊関道・台登・青蛉・卑水・三縫・会無・定莋・闡・蘇示・大莋・莋秦・姑復の14県を管轄した。
三国時代に入って、越嶲郡は王朝の支配から離れていた。240年（延熙3年）、蜀漢が越嶲太守の張嶷を派遣して、越嶲郡を平定した。
晋のとき、越嶲郡は会無・邛都・卑水・定莋・台登の5県を管轄した。
南朝宋のとき、越嶲郡は邛都・新興・台登・晋興・会無・卑水・定莋・蘇利の8県を管轄した。
南朝斉のとき、越嶲獠郡が置かれていた。
北周のとき、越嶲郡は厳州に属した。
583年（開皇3年）、隋が郡制を廃すると、越嶲郡は廃止されて、厳州に編入された。586年（開皇6年）、厳州は西寧州と改称された。598年（開皇18年）、西寧州は嶲州と改称された。607年（大業3年）に州が廃止されて郡が置かれると、嶲州は越嶲郡と改称された。越嶲郡は越嶲・邛都・蘇祗・可泉・台登・邛部の6県を管轄した。
618年（武徳元年）、唐により越嶲郡は嶲州と改められた。742年（天宝元年）、嶲州は越嶲郡と改称された。758年（乾元元年）、越嶲郡は嶲州と改称され、越嶲郡の呼称は姿を消した。

## 越嶲太守
- 枚根 - 〜更始2年（24年）
- 郡の消滅 - 更始2年（24年）〜建武14年（38年）。邛谷王任貴の支配。
- 任貴 - 建武14年（38年）〜建武19年（43年）。後漢の外臣。